# 1906 County Championship
Navigation
Édition précédente Édition suivante
Le 1906 County Championship fut le dix-septième County Championship et se déroule du 3 mai au 30 août 1906. Le Kent remporta son premier titre tandis que le vainqueur de la saison précédente, le Yorkshire se classa deuxième.

## Tableau final
Un point a été accordé pour une victoire et un point a été enlevé pour chaque défaite, donc:
- 1 pour une victoire
- 0 pour un match nul
- -1 pour une défaite

| Kent             | 22 | 16 | 2  | 4  | 14  | 18 | 77.77  |
| Yorkshire        | 28 | 17 | 3  | 8  | 14  | 20 | 70.00  |
| Surrey           | 28 | 18 | 4  | 6  | 14  | 22 | 63.63  |
| Lancashire       | 26 | 15 | 6  | 5  | 9   | 21 | 42.85  |
| Nottinghamshire  | 20 | 9  | 4  | 7  | 5   | 13 | 38.46  |
| Warwickshire     | 20 | 7  | 4  | 9  | 3   | 11 | 27.27  |
| Essex            | 22 | 9  | 6  | 7  | 3   | 15 | 20.00  |
| Hampshire        | 20 | 7  | 9  | 4  | -2  | 16 | –12.50 |
| Gloucestershire  | 20 | 6  | 10 | 4  | -4  | 16 | –25.00 |
| Sussex           | 24 | 6  | 12 | 6  | -6  | 18 | –33.33 |
| Middlesex        | 18 | 4  | 10 | 4  | –6  | 14 | –42.85 |
| Northamptonshire | 16 | 4  | 10 | 2  | –6  | 14 | –42.85 |
| Somerset         | 18 | 4  | 10 | 4  | –6  | 14 | –42.85 |
| Worcestershire   | 20 | 2  | 8  | 10 | –6  | 10 | –60.00 |
| Leicestershire   | 22 | 3  | 14 | 5  | –11 | 17 | –64.70 |
| Derbyshire       | 20 | 2  | 17 | 1  | –15 | 19 | –78.94 |
| Source:          |    |    |    |    |     |    |        |

### Résumé statistique
| Most runs | Most runs | Most runs        | Most runs  |
| Aggregate | Average   | Joueur           | Comté      |
| --------- | --------- | ---------------- | ---------- |
| 2,814     | 70.35     | Tom Hayward      | Surrey     |
| 1,873     | 46.82     | Johnny Tyldesley | Lancashire |
| 1,771     | 43.19     | George Hirst     | Yorkshire  |
| 1,767     | 49.08     | Percy Perrin     | Essex      |
| 1,751     | 41.69     | Jack Hobbs       | Surrey     |
| Source:   |           |                  |            |

| Most wickets | Most wickets | Most wickets    | Most wickets    |
| Aggregate    | Average      | Joueur          | Comté           |
| ------------ | ------------ | --------------- | --------------- |
| 182          | 14.84        | George Hirst    | Yorkshire       |
| 160          | 17.97        | George Dennett  | Gloucestershire |
| 158          | 19.74        | Arthur Fielder  | Kent            |
| 154          | 20.25        | Walter Lees     | Surrey          |
| 138          | 13.53        | Schofield Haigh | Yorkshire       |
| Source:      |              |                 |                 |